# Palpares insularis
Palpares insularis is een insect uit de familie van de mierenleeuwen (Myrmeleontidae), die tot de orde netvleugeligen (Neuroptera) behoort. 
Palpares insularis is voor het eerst wetenschappelijk beschreven door McLachlan in 1894.